# Lipovăț, Vaslui
Lipovăț este satul de reședință al comunei cu același nume din județul Vaslui, Moldova, România. Se află în partea de nord-vest a județului,  în Colinele Tutovei.
Biserica de lemn din Lipovăț este monument istoric,  a fost construită în anul 1628 și are hramul Sfântul Gheorghe. 

## Personalități
- Ștefan Ciubotărașu (1910 - 1970), actor de comedie.
- Virgil Trofin (1926 - 1984), demnitar comunist
- Dumitru Nagîț (1949 - 2003), primar al municipiului Iași - (1989)
- Ioan Ciobotaru (n. 1974), interpret de muzică de petrecere